# Saint-Ciers-sur-Gironde
Saint-Ciers-sur-Gironde is een gemeente in het Franse departement Gironde (regio Nouvelle-Aquitaine). De plaats maakt deel uit van het arrondissement Blaye. Saint-Ciers-sur-Gironde telde op 1 januari 2022 3.128 inwoners.

## Geografie
De oppervlakte van Saint-Ciers-sur-Gironde bedroeg op 1 januari 2022 38,34 vierkante kilometer; de bevolkingsdichtheid was toen 81,6 inwoners per km².

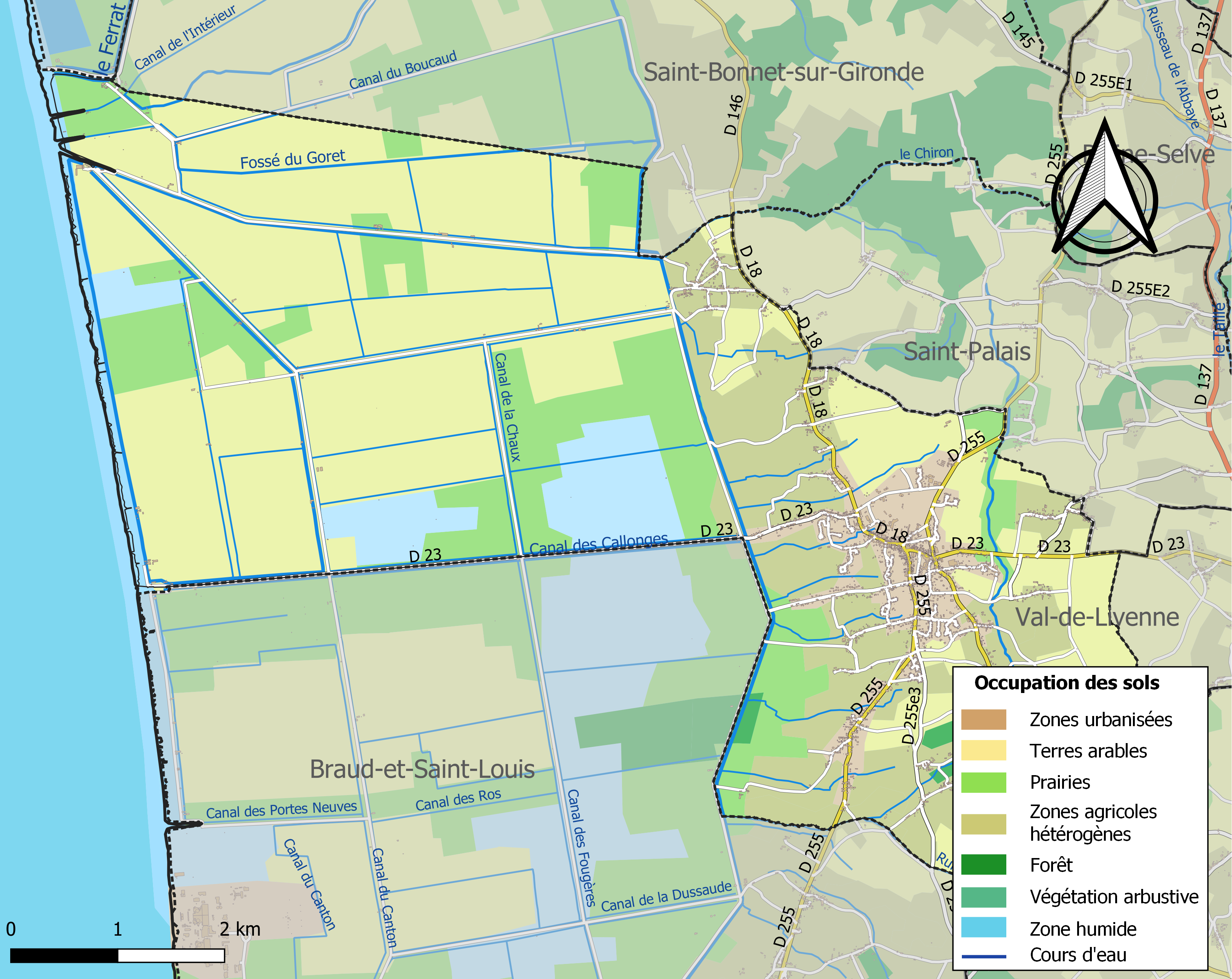
Kaart van de gemeente met belangrijkste infrastructuur, bodemgebruik en omliggende gemeenten

## Demografie
Onderstaande figuur toont het verloop van het inwonertal (bron: INSEE-tellingen).